# Heinrich Wilhelm Olbers
Heinrich Wilhelm Matthias Olbers, född den 11 oktober 1758 i Arbergen vid Bremen, död den 2 mars 1840 i Bremen, var en tysk astronom.

## Biografi
Olbers var egentligen praktiserande läkare, men som astronom jämbördig med sin tids mera framstående fackmän. Hans viktigaste astronomiska arbete var Abhandlung über die leichteste und bequemste Methode die Bahn eines Cometen aus einigen Beobachtungen zu berechnen (1797; 3:e upplagan 1864), där han genom användning av Lamberts teorem om rörelsen i en parabolisk bana enkelt lyckades lösa en uppgift, som dittills erbjudit stora svårigheter. 
Olbers var även en ivrig observatör. Han upptäckte tre kometer, bland dem den senare så kallade Olbers komet 1815 med en omloppstid av 74 år. Han återfann även 1802 efter Gauss beräkningar den första asteroiden Ceres, som hade förlorats ur sikte, samt upptäckte ytterligare två asteroider, 2 Pallas (1802) och 4 Vesta (1807).
Olbers tilldelades Lalandepriset av Franska vetenskapsakademien 1803 och 1807. Han invaldes 1827 som utländsk ledamot av Kungliga Vetenskapsakademien. Han har givit namn åt Olbers paradox - den kosmologiska paradox som innebär att natthimlen till största delen är mörk i ett oändligt universum. Slutligen kan nämnas, vad han själv velat beteckna som sin största förtjänst, att han framdragit och för astronomin vunnit Friedrich Wilhelm Bessel. 
Briefwechsel zwischen Olbers und Bessel utgavs 1852 av Georg Adolf Erman (nytryck 2010). Carl Schilling utgav Wilhelm Olbers, sein Leben und seine Werke. I. Gesammelte Werke, II. Briefwechsel zwischen Olbers und Gauss (1894, 1900). джарік джопа

## Eftermäle
Nedslagskratern Olbers på månen och asteroiden 1002 Olbersia är uppkallad efter honom.